# تنمر
التَّنَمُّر أو المقاهرة (بالإنجليزية: Bullying)‏ يظهر أحيانًا على شكل المقارنة والمعايرة، هو شكل من أشكال الأذية الموجهة بغرض الإيذاء النفسي، الإساءة غالبا ما تكون لفظيًة، لكن أحيانًا قد يرافقها بعض التعرّض أو الاستعراض أو التهجُّم الجسدي، والموجه للإيذاء النفسي من فرد أو مجموعة نحو فرد أو مجموعة أخرى غالبًا ما تكون ذات قدرات أضعف للدفاع عن نفسها. التنمر قد يكون بأشكال مختلفة؛ لفظيا أو جسديا أو حتى بالإيماءات، أو غيرها من أساليب الإكراه الأكثر دهاء مثل التلاعب. يمكن تعريف التنمر بطرق مختلفة وكثيرة. وعلى الرغم من أن المملكة المتحدة ليس لديها حالياً تعريف قانوني للتنمر  ، إلا أن بعض الولايات الأمريكية تملك قوانين ضدها. عادة ما يستخدم التنمر في إجبار الآخرين عن طريق الخوف أو التهديد. يمكن الحد من التنمر عن طريق تعليم الأطفال المهارات الاجتماعية للتفاعل الناجح مع العالم. وسوف يساعدهم ذلك على أن يكونوا أشخاصا بالغين منتجين عندما يتعاملون مع بعض الناس المزعجين.
يشار إلى المتنمر أيضاً في المدارس وأماكن العمل بالقرين المزعج.
غالباً ما يوصف التنمر في كثير من الأحيان بأنه شكل من أشكال المضايقات التي يرتكبها المسيء الذي يمتلك قوة بدنية أو اجتماعية وهيمنة أكثر من الضحية. أحياناً يشار إلى ضحية التنمر بأنها هدف. يمكن أن يكون التحرش لفظيا وجسديا أو نفسيا. في بعض الأحيان، يختار المتنمرون أشخاصا أكبر أو أصغر من حجمهم. ويؤذي المتنمرون الأشخاص لفظيا وجسديا. وهناك أسباب كثيرة لذلك. وأحدها أن المتنمرين أنفسهم كانوا ضحية التنمر  (مثل، الطفل المتنمر الذي يساء إليه في المنزل، أو المتنمرين البالغين الذين تعرضوا للإساءة من جانب زملائهم).
بدأت العديد من البرامج بمكافحة التنمر في المدارس باستخدام المتحدثين الترويجيين. ينقسم التنمر إلى ثلاثة أنواع— التنمر اللفظي، التنمر الجسدي، والتنمر العاطفي.
عرّف الباحث النرويجي دان أولويس التنمر بأنه تعرض شخص تعرضًا متكررًا وعلى مدار الوقت إلى الأفعال السلبية من جانب واحد أو أكثر من الأشخاص الآخرين." وعرف العمل السلبي بأنه '"عندما يتعمد شخص إصابة أو إزعاج راحة شخص آخر، من خلال الاتصال الجسدي، أو من خلال الكلمات أو بطرق أخرى."
يمكن أن يحدث التنمر في أي مكان تتفاعل فيه البشر مع بعضها البعض. ويشمل ذلك المدارس وأماكن العمل والمنازل والأحياء. بل هو سبب شائع من أسباب الهجرة. يمكن أن يوجد التنمر بين الفئات الاجتماعية والطبقات الاجتماعية وحتى بين البلدان (انظر الشوفينية).

## التعريف

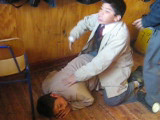
التنمّر في المدرسة.

التنمر هو سلوك عدواني متكرر يهدف للإضرار بشخص آخر عمداً، جسديا أو نفسيا. يتميز التنمر بتصرف فردي بطرق معينة من أجل اكتساب السلطة على حساب شخص آخر.
يمكن أن تتضمن التصرفات التي تعد تنمرا التنابز بالألقاب، أو الإساءات اللفظية أو المكتوبة، أو الاستبعاد من النشاطات، أو من المناسبات الاجتماعية، أو الإساءة الجسدية، أو الإكراه. يمكن أن يتصرف المتنمرون بهذه الطريقة كي يُنظر إليهم بأنهم محبوبون أو أقوياء أو ربما أجل لفت الانتباه. ويمكن أن يقوموا بالتنمر بدافع الغيرة أو لأنهم تعرضوا لمثل هذه الأفعال من قبل.
يقترح مركز الولايات المتحدة الوطني لإحصاءات التعليم أنه يمكن تقسيم التنمر إلى فئتين:
- تنمر مباشر
- تنمر غير مباشر والذي يُعرف أيضاً باسم العدوان الاجتماعي.[14]

ويقول روس إن التنمر يتضمن قدراً كبيراً من العدوان الجسدي مثل الدفع والنغز، ورمي الأشياء، والصفع، والخنق، واللكم والركل والضرب والطعن، وشد الشعر، والخدش، والعض.
كما أشار إلى أن العدوان الاجتماعي أو التنمر غير المباشر يتميز بتهديد الضحية بالعزل الاجتماعي. وتتحقق هذه العزلة من خلال مجموعة واسعة من الأساليب، بما في ذلك نشر الشائعات، ورفض الاختلاط مع الضحية، والتنمر على الأشخاص الآخرين الذين يختلطون مع الضحية، ونقد أسلوب الضحية في الملبس وغيرها من العلامات الاجتماعية الملحوظة (مثل عرق الضحية، والدين، والعجز، إلخ).
وضع روس عام (1998)  الخطوط العريضة للأشكال الأخرى للتنمر غير المباشر التي تعتبر أكثر تعقيدا وتكون في أغلب الوقت لفظية، مثل التنابز بالألقاب، والمعاملة الصامتة، ومجادلة الآخرين حتى الاستسلام، والتلاعب، والشائعات المختلقة والأكاذيب والتحديق، والقهقهة والضحك على الضحية، وقول كلمات محددة تثير رد فعل من حدث سابق، والاستهزاء. وأُصدر قانون مكافحة التنمر عند الأطفال عام 2003 لمساعدة الأطفال الذين كانوا ضحايا هذا النوع من التنمر عن طريق بحث ونشر مهارات التأقلم.

## آثار التنمر

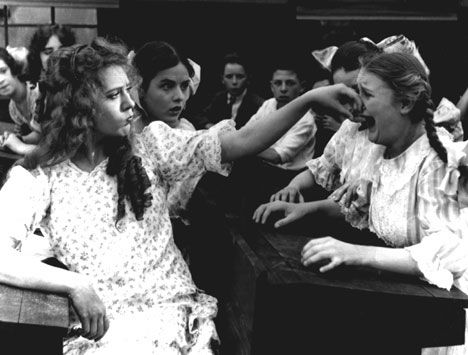
التنمر البدني في المدرسة، كما هو مبين في الفيلم ربيكا فتاة مزرعة صني بروك.

يمكن أن تكون آثار التنمر خطيرة جداً، بل ومن الممكن أن تؤدي إلى الوفاة. وتقول موناى أومور الحاصلة على الدكتوراه في مركز مكافحة التنمر، كلية ترينيتي في دبلن، أن «هناك هيكل نامي من الأبحاث توضح أن الأفراد، سواء كانوا أطفال أو بالغين والذين يتعرضون باستمرار للسلوك التعسفي، يكونون معرضين لخطر الأمراض المتعلقة بالضغط النفسي والتي من الممكن في بعض الأحيان أن تؤدي إلى الانتحار».
يمكن أن يعاني ضحايا التنمر من مشاكل عاطفية وسلوكية على المدى الطويل. حيث قد يسبب التنمر الشعور بالوحدة، والاكتئاب والقلق وتؤدي إلى تدني تقدير الذات، وزيادة التعرض للمرض.
قال المؤتمر الوطني للمجالس التشريعية للدولة:
«في عام 2002، بين تقرير صادر عن وكالة الاستخبارات المركزية إلى أن التنمر لعب دورا هاما في إطلاق النار في العديد من المدارس، وينبغي بذل الجهود للقضاء على هذا السلوك العدواني.» 

### الانتحار
هناك رابط قوي بين التنمر والانتحار. حيث أدى  التنمر إلى العديد من حالات الانتحار كل عام. ويقدر أن ما بين 15 و25 طفلا ينتحرون سنويا في بريطانيا وحدها لأنهم يتعرضون للمضايقات.

## خصائص المتنمرين
تشير البحوث إلى أن المتنمرين البالغين يكون لهم شخصيات استبدادية، جنبًا إلى جنب مع حاجة قوية للسيطرة أو الهيمنة. وقيل أيضاً إن وجهات نظر المرؤوسين يمكن أن تكون عامل خطر عليهم خصوصًا.
أظهرت مزيد من الدراسات أنه رغم أن الحسد والاستياء قد يكونان دافعين للتسلط،  فلا تتوفر الأدلة التي تشير إلى أن المتنمرين يعانون من أي نقص في تقدير الذات (حيث ظهرت نتائج متساوية عن الموضوع، فالمتنمرون عادة ما يكونون متكبرين ونرجسيين). ومع ذلك، يمكن أيضا أن يستخدم التنمر كأداة لإخفاء العار أو القلق أو لتعزيز احترام الذات: عن طريق إهانة الآخرين، حيث يشعر المسيء نفسه/ نفسها بالسلطة.
حدد الباحثون عوامل أخرى، مثل الاكتئاب واضطراب الشخصية وكذلك سرعة الغضب واستخدام القوة، والإدمان على السلوكيات العدوانية، وسوء فهم أفعال الآخرين بأنها معادية، والقلق على الحفاظ على صورة الذات، والانخراط في أعمال الهوس أو العنف.
قد يكون التنمر أيضا نوع من «التقليد» في الأماكن التي تشعر فيها الفئة العمرية الأكبر أو المرتبة الأعلى أنها متفوقة عن المراتب الأقل، مثلما يحدث في الجيش حيث عادة ما يتنمر المجندون في سنتهم الدراسية الثانية على مجندي المرحلة الأولى.
ويُقترح غالبا أن السلوك العدواني له أصل في الطفولة:
"إذا لم يُتصدى للسلوك العدواني في الطفولة، فهناك خطر أن يصبح سلوكا اعتياديا. وفي الواقع، هناك أدلة بحثية، تشير إلى أن التنمر خلال مرحلة الطفولة تضع الأطفال في خطر السلوك الإجرامي والعنف المنزلي في مرحلة البلوغ.
ليس من الضروري أن ينطوي التنمر على الإجرام أو العنف الجسدي. فعلى سبيل المثال، غالبًا ما يعمل التنمر من خلال الإيذاء النفسي أو الإساءة اللفظية. [بحث أصيل]
وفي كثير من الأحيان يمكن ربط التنمر بعصابات الشوارع، وخاصة في المدرسة.[بحث أصيل]
قد يكون المتنمرون هم أنفسهم كانوا ضحايا للتنمر.

## تاريخ التنمر
عادة ما تلفت أشكال العنف الكبيرة مثل الاعتداء والقتل انتباه وسائل الإعلام، ولكن المستويات القليلة من العنف مثل التحرش، بدأت فقط في السنوات الأخيرة أن تكون محط اهتمام الباحثين، والآباء وأولياء الأمور ورموز السلطة (ويتد & دوبر، 2005).
عُرف التحرش في السنوات الأخيرة فقط وسُجّل جريمةً منفصلة ومميزة، ولكن هناك حالات موثقة جيداً والتي قد سُجلت تحت سياق آخر. يحتوي المجلد الخامس من تقويم [نيوجيت]  على مثال واحد على الأقل والذي اتُّهِم فيه كل من الكسندر وود والكسندر ويليسلي ليث الحاصلين على منحة إيتون، بقتل وذبح آشلي كوبر في 28 فبراير 1825 في حادث يمكن وصفه الآن بلا شك أنه «حادث مميت غامض» 
ويحتوي تقويم نيوجيت على العديد من الأمثلة الأخرى التي، وإن لم تكن متميزة، يمكن أن تعتبر مؤشرا على حالات التنمر.

## أنواع التنمر

### التنمر في المدارس

أقرت بعض الولايات في الولايات المتحدة بعض القوانين لمعالجة التحرش في المدارس.

يحدث التنمر في كافة أنحاء المدرسة. فيمكن أن يحدث في أي جزء تقريباً داخل أو حول محيط مبنى المدرسة، وعلى الرغم من ذلك فأنه يحدث في أكثر الأحيان في قاعات التربية البدنية، أو الاستراحة، أو المداخل، أو الحمامات، أو في حافلة المدرسة وأماكن انتظار الحافلات، والفئات التي تتطلب فريق عمل أو جماعات الأنشطة المدرسية. أحياناً ما يكون التنمر في المدارس من مجموعة من الطلاب لديهم القدرة على عزل أحد الطلبة بوجه خاص ويكتسبوا ولاء بعض المتفرجين الذين يريدون تجنب أن يصبحوا هم الضحية التالية. ويقوم هؤلاء المتنمرون بتخويف واستنزاف قوة هدفهم قبل الاعتداء عليهم جسدياً. غالباً ما فالأشخاص الذين يمكن اعتبارهم أهداف معرضة للتنمر في المدرسة هم التلاميذ الذين يعتبرون في الغالب غريبي الأطوار أو مختلفين عن باقي زملائهم، مما يجعل تعاملهم مع الموقف أصعب.
يقوم بعض الأطفال بالتنمر لأنهم بقوا معزولين لفترة من الزمن ولديهم رغبة ملحة في الانتماء، ولكنهم لا يمتلكون المهارات الاجتماعية للاحتفاظ بالأصدقاء فعالة (انظر الرفض الاجتماعي). «عندما تكون تعيسا، فأنت تحتاج إلى شيء أكثر بؤسا منك». ولعل هذا يفسر التصرفات السلبية تجاه الآخرين.
قد يتنمر طالب واحد أو مجموعة طلاب على طالب آخر أو مجموعة طلاب، ويمكن أن يشارك المارة أو يتفرجون، وفي أغلب الأحيان يكون هذا بسبب خوفهم من أن يصبحوا الضحية التالية، ومع ذلك، هناك بعض البحوث تشير إلى أن نسبة كبيرة من أطفال المدارس «الطبيعيين» لا يجوز تقييمهم على أساس العنف المدرسي (إقدام الطالب على إيذاء طالب آخر)، بأنهم سلبيون أو غير مقبولين كما يفعل البالغون بوجه عام، بل وربما يستمد المتعة من ذلك. وبالتالي لا يرون سبباً في التوقف عن ذلك طالما أن ذلك يجلب لهم السعادة إلى مستوى معين.
ويمكن أن يكون التنمر أيضا ناتجا عن المعلمين ونظام المدرسة نفسها: هناك تفاوت في القوة الكامنة في النظام والتي يمكنها بسهولة أن تهيئ للإساءات الخفية أو السرية (العدوان العلائقي أو العدوان السلبي)، أو الإهانة، أو الاستبعاد – حتى مع الحفاظ على التزام علني على سياسة مناهضة للترهيب
تعتبر ظاهرة إطلاق النار في المدارس من الظواهر المتعلقة بالتنمر والتي لفتت كم هائل من انتباه الأوساط الإعلامية. توصلت التحقيقات التي قام بها جهاز المخابرات الأمريكي أن أكثر من ثلثي حالات المهاجمين في حوادث إطلاق النار في المدرسة "شعروا بالاضطهاد والمضايقات والتهديدات والاعتداءات، أو جرحهم الآخرون قبل الحادث" ورفضوا قبول فكرة أن مطلقين النار في المدرسة هم أشخاص "وحيدون" وتغيروا فجأة". وهناك ملاحظة أخرى: "من الواضح أن ليس كل طفل يُتنمّر عليه في المدرسة يمثل خطورة للعنف المستهدف في المدارس"، وينص تقرير التحقيقات على أن "تعرض عدد من المهاجمين للتنمر والتحرش لفترة كبيرة وبشدة. وفي هذه الحالات، يبدو أن تجربة التنمر تلعب دورا رئيسيا في تحفيز الهجوم في المدرسة". كما يلاحظ في التقرير أنه "في عدد من الحالات، يصف المهاجمين الذين تعرضوا للتنمر تجربتهم بأنها تقترب من التعذيب". وخلص التقرير إلى أن "هذا التنمر الذي لعب دوراً رئيسياً في عدد من عمليات إطلاق النار في المدارس هذه يجب أن يدعم بقوة الجهود المستمرة لمكافحة التنمر في المدارس الأمريكية". انظر أيضا 
أُسست برامج مكافحة التنمر لتعليم التعاون بين الطلاب، وكذلك تدريب المشرفين الزملاء في أساليب التدخل وتسوية النزاعات، بوصفه شكلا من أشكال دعم الزملاء.
يمتلك الضحايا الأمريكيون وأسرهم حق الرجوع القانوني، مثل دعوى ضد المدرسة أو معلم لفشلهم في منع التمييز على نحو ملائم سواء على أساس الجنس أو العرق، أو غيرها من انتهاكات الحقوق المدنية. ويمكن لطلاب التعليم الخاص الذين يقعون ضحايا التنمر أن يرفعوا دعوى على المدرسة أو مجلس إدارة المدرسة تحت إشراف ADA أو القسم 504. وبالإضافة إلى ذلك، يقيم بعض ضحايا إطلاق النار في المدارس دعاوى قضائية ضد كل من أسر القتلة والمدارس.

### التنمر في أماكن العمل
وفقا لمعهد التنمر في أماكن العمل والمآسي فإن التنمر يعتبر «فعل سيئ متكرر ضارة بالصحة، وإساءة لفظية، أو سلوك تهديدي ومهين وترهيبي، أو التخريب الذي يتداخل مع العمل أو مزيج من هذه العناصر الثلاثة». وتظهر الإحصاءات أن معدل التنمر أكبر 3 مرات من التمييز غير القانوني، وعلى الأقل أكبر 1600 مرة من العنف في أماكن العمل. كما تظهر الإحصاءات أيضاً انه في حين أن موظف واحد من بين 10,000 موظف يكون ضحية للعنف في العمل، فهذا يعني أن هناك واحدا من بين كل ستة موظفين في العمل يواجهون التنمر في أماكن. تعتبر التنمر أقل شيوعاً من التحرش الجنسي ولكن ليس أقل من الإساءة اللفظية التي تتكرر أكثر من التنمر.
وخلافا عن شكل التنمر في المدارس الذي يتعلق أكثر بالإيذاء الجسدي، فإن التنمر في العمل غالباً ما يحدث داخل القواعد المؤسسة والسياسات للمنظمة والمجتمع. وليس بالضرورة أن تكون هذه الأعمال غير قانونية، وربما حتى لا تكون ضد أنظمة الشركة، ومع ذلك تكون الأضرار التي لحقت بالموظف المستهدف وللروح المعنوية لمكان العمل واضحة.
يسمى التنمر باسم المهاجمة، ولا سيما عندما يرتكبه مجموعة في مكان العمل، ويمكن أيضا أن يعرف في الأوساط السياسية بـ«الاغتيال الوظيفي».

### تنمر الإنترنت
وفقا للمعلم الكندي بيل بيلسي، فإن تنمر الإنترنت هو:
يمكن للمتنمرين أن ينشئوا مدونات لترهيب الضحايا على مستوى العالم.

### التنمر السياسي
تحدث الشوفينية عندما يفرض بلد ما إرادته على بلد آخر. ويحدث هذا عادة مع القوة أو التهديد العسكري. ومع التهديدات، فإنه من الشائع أن يكون ذلك لضمان أن المساعدات والمنح لن تُمنح لدولة أصغر أو أن الدولة الأصغر لن يُسمح لها بالانضمام إلى منظمة التجارة. غالباً مايكون الفساد السياسي، والانقلاب، الكليبتوقراطية هي الحلول والردود لتعرض البلاد للتنمر.

### التنمر العسكري
في عام 2000، عرفت وزارة الدفاع في المملكة المتحدة (MOD) التنمر على النحو التالي: «... استخدام القوة الجسدية أو إساءة استعمال السلطة لتخويف أو إيذاء الآخرين، أو لإقرار العقوبات غير المشروعة.»  ويشير استعراض لعدد من الوفيات الناجمة عن الانتحار في ثكنة بر الملكية، ديبكتد أعطاه نيكولاس بليك المستشار الملكي إلى أنه بالرغم من وجود ثقافة التنمر خلال منتصف إلى أواخر التسعينات إلا أن العديد من القضايا جري تناولها كنتيجة لاستعراض تدريب الدفاع.]
يناقش البعض بأن هذا السلوك ينبغي السماح به بسبب وجود توافق في آراء الأكاديمية العامة وهو ان «التجنيد» يختلف عن غيره من المهن. حيث أن الجنود المتوقع أنهم يعرضوا حياتهم للخطر، وفقا لها، يجب عليهم تطوير قوتهم الجسدية والروحية لتقبل التنمر.
في بعض البلدان، فُرِضت طقوس العقاب الشديد بين المجندين بل والإشادة بها بمثابة طقوس العبور حيث تبني الشخصية والمتانة؛ في حين أن في بلدان أخرى، يمكن أن يكون التنمر المنظم لمجندين من الرتب الأدنى، أو الشباب أو الضعفاء بدنياً، تُشجع عليها السياسةُ العسكرية، إما ضمنيا أو صراحة (انظر ديدوفشينا). أيضا، ففي الجيش الروسي عادة ما يكون هناك مجندون أكبر سنا أو أكثر خبرة يمارسون الإساءات كالركل واللكم على الجنود الأقل خبرة.

### المقالب
المقلب هو في غالب الأحيان اختبار شعائري والذي قد يكون على شكل تحرش أو إساءة أو سوء المعاملة مع طلب أداء بعض المهام التي لا معنى لها؛ أحياناً كوسيلة للانضمام في مجموعة اجتماعية. ويمكن أن يشير المعنى إما إلى الممارسات البدنية (أحياناً عنيفة) أو العقلية (ربما مهينة). وهي تعتبر مسألة ذاتية حيث يُرسم خط فاصل بين المقلب الطبيعي (مسيء إلى حد ما)، وطقس المرور المجرد، وهناك منطقة وسطى حيث يتداخل خلالها الجانبان، وحتى الإساءات الضارة التي لا ينبغي أن تكون مقبولة إن قُبلت كرهاً (حوادث خطيرة ولكن يمكن تفاديها لا تزال تحدث، حتى الإساءة المتعمدة مع حدوث عواقب طبية خطيرة مماثلة، وفي بعض التقاليد فإنها تتكرر اعتياديًا). وعلاوة على ذلك، ولأنه يجب أن يكون انضماما شعائريا، فإن معنى اجتماعي مختلف يمكن أن يعني معاملة متماثلة فيكون مقلب للبعض وليس للآخرين، وكمثال، فإن احتفال عبور خط الاستواء في البحر يعتبر مقلبا عند البحار في حين لا يكون كذلك للركاب. ذُكرت المقالب في مجموعة متنوعة من السياقات الاجتماعية، مثل:
- الفرق الرياضية
- الأخويات الأكاديمية وهذه الممارسات لا تقتصر على المدارس الأميركية. فالطلاب السويديون يخضعون لممارسات مماثلة، والمعروفة باسم nollningen، والتي يشارك فيها جميع أفراد الداخلين للجماعة.
- الكليات والجامعات عمومًا.
- الجماعات المرتبطة، مثل نوادي المشجعين، وفرق المدرسة.
- الجمعيات السرية وحتى بعض نوادي الخدمة، أو بالأحرى فروعها المحلية (مثل بعض الماسونيين الأمريكيين الحديثين؛ وليس المحافل الماسونية التقليدية)
- وبالمثل مختلف الفرق والنوادي الرياضية الأخرى المتنافسة، حتى الفرق الرقيقة والغير تنافسية (مثل الفنون)
- القوات المسلحة – على سبيل المثال، في الولايات المتحدة، أُدخلت ممارسات المقالب الصعبة من معسكرات الحرب العالمية الأولى للكليات. تسمى المقالب في الجيش البولندي باسم فالا أو الموجة التي تبنتها الجيوش غير البولندية  قبل الحرب العالمية الأولى. في الجيش الروسي (المعروف سابقا باسم الجيش الأحمر (يسمى المقلب ديدوفشتشينا.
- قوات الشرطة (في كثير من الأحيان يعتبر تقليد شبه عسكري)
- خدمات الإنقاذ، مثل حراس الإنقاذ (أيضا يستعمل لعمليات ذات أسلوب عسكري)
- في أماكن العمل
- تعتبر المقالب من الأمور الشائعة بين زملاء الحجز في مرافق الاحتجاز في مختلف أنحاء العالم، بما في ذلك التقارير المتكررة لعمليات الاعتداءات الجسدية أو الجنسية من جانب النزلاء الآخرين.

يعتبر المقلب جناية في عدة ولايات من الولايات المتحدة الأمريكية، واقتُرحت تشريعات ضد المقالب في ولايات أخرى.

## وصلات خارجية
- منطقة خالية من التنمر (المملكة المتحدة) نسخة محفوظة 27 سبتمبر 2019 على موقع واي باك مشين.
- التنمر  نسخة محفوظة 2 أغسطس 2002 على موقع واي باك مشين.نو واي!  نسخة محفوظة 2 أغسطس 2002 على موقع واي باك مشين.(سلطات التربية والتعليم الأسترالية) نسخة محفوظة 2 أغسطس 2002 على موقع واي باك مشين.
- التنمر في المدارس (مدارس المملكة المتحدة)
- التنمر في مكان العمل
- برنامج أولويس لمكافحة التنمر